# Dans la fournaise
Pour plus de détails, voir Fiche technique et Distribution.
Dans la fournaise (titre original : Code of the West) est un western américain muet perdu, réalisé par William K. Howard, sorti en 1925. 

## Fiche technique
- Titre original : Code of the West
- Réalisation : William K. Howard
- Scénario : Lucien Hubbard, d'après un roman de Zane Grey
- Société de production : Paramount Pictures
- Photographie : Lucien N. Andriot
- Pays de production : États-Unis
- Format : Noir et blanc - muet - 35 mm - 1,33:1
- Genre : Western
- Durée : 70 minutes
- Date de sortie : 
  - États-Unis : 6 avril 1925

## Distribution
- Owen Moore : Cal Thurman
- Constance Bennett : Georgie May
- Mabel Ballin : Mary Stockwell
- Charles Ogle : Henry Thurman
- David Butler : Bid Hatfield
- George Bancroft : Enoch Thurman
- Gertrude Short : Mollie Thurman
- Lillian Leighton : Ma Thurman
- Eddie Gribbon : Tuck Merry
- Pat Hartigan : Cal Bloom
- Frankie Lee : Bud
- Gilbert Holmes : rôle indéterminé
- Mark Hamilton : Panhandle Arizonie (non crédité)

## Conservation
En l'absence d'aucune copie de Code of the West localisée dans aucun centre d'archives cinématographiques, il s'agit d'un film perdu.